# جوناتان کاستروویخو
جوناتان کاستروویخو (اسپانیایی: Jonathan Castroviejo‎؛ زادهٔ ۲۷ آوریل ۱۹۸۷) دوچرخه‌سوار اهل اسپانیا است.
از باشگاه‌هایی که در آن رکاب زده‌است می‌توان به تیم موویستار، ایوسکالتل-ایوسکادی، و تیم اسکای اشاره کرد.
وی در مسابقات کشوری و بین‌المللی در مجموع برندهٔ ۱ مدال طلا، ۲ مدال برنز شده‌است.